# ムカデクジラ
ムカデクジラ（英: Many-finned sea serpent）は、側面や背中に多数のヒレがあるとされている海棲未確認動物。非常に大きなサイズにまで成長することもあるとされている（アルジェリア近海で目撃されたものは45メートルにも達していたらしい）。古代ギリシアの著述家アイリアノスは『動物の性質について』（後2世紀）において、海岸でこのような動物（ギリシア語でスコロペンドラ, Σκολοπενδρα）が知られていると報告している。アイリアノスはさらに、この動物にはロブスターのような尾と毛のある大きな鼻があるとする目撃証言を伝えている。

## 古代ギリシア
上記のアイリアノス以前に、2人の詩人がスコロペンドラに言及している。
テオドリダス（前3世紀ごろ）によれば、風によって荒れた海が多脚のスコロペンドラをイアピュギアの岩礁に投げ上げた。ガレー船の船主たちがこの恐ろしい怪物（W.R.Paton訳ではmonsterだが、原語はσελαχευςで軟骨魚類のこと）の巨大な肋骨を神々に捧げた。
シドンのアンティパトロス（前120年ごろ）によれば、4オルギュイアの2倍（おおよそ48フィート）もある巨大なスコロペンドラの遺骸が砂浜に打ちあがった。漁師のヘルモナクスが引き上げて、女神イノとその息子パライモンにこの海の怪物を捧げた。

## その他の名称
動物学者のベルナール・ユーヴェルマンはこの未確認動物を「多鰭型」のシーサーペントであると分類して、仮に学名ケティオスコロペンドラ・アエリアナ（Cetioscolopendra aeliana）を与えた。16世紀、ギヨーム・ロンドレはこの動物を「クジラムカデ」（cetacean centipedes）として言及している。さらに古い時代のアイリアノスはこの動物を「オオウミムカデ」（Great Sea-Centipedes）と呼んでいる。未知動物学者ローレン・コールマンは著書『The Field Guide to Lake Monsters, Sea Serpents, and other Mystery Denizens of the Deep』のなかでこの動物を同様に「オオウミムカデ」（Great Sea Centipede）と呼んでいる。ベトナムにおいては、このような生き物は「コンリット」（Con rit; ベトナム語で「ムカデ」）と呼ばれていた。
南方熊楠は、アイリアノスらのスコロペンドラを日本の『大和本草』でいうムカデクジラのことではないか、としている。
『大和本草』によれば、ムカデクジラは海鯂のように長大で、背びれが五つ、尾が付け根の方から二つに分かれ、六対十二脚を持つ。肉は赤肉で毒を持ち、人が食べれば死ぬとされ、
『本草綱目』の「鴆」集解別録に記載された赤い龍のような形態の有毒な海中生物である海薑に言及されている。

## 目撃証言
1883年、硬い外皮に覆われたシーサーペントの死体がベトナムのアロン湾hongay浜で発見されたと伝えられている。目撃者のトラン・ヴァン・コン（Tran Van Con）は、死体の全長は18メートルほどあり、全体にわたって60センチの間隔で甲殻の体節があったと言っている。それぞれの体節には一対の突起がついていて、それぞれの長さは70センチだった。体色は上部が焦茶色で下部が浅黄色だった。この頭のない死体はのちに海に捨てられた。この件は、38年経ってA. クレンプフ博士に知らされた（これがコンリットである）。
1899年、イギリス海軍の軍艦ナーシサスがアルジェリアのファルコン岬付近を航行中、舷側の水兵たちが「海の怪物」を目撃した。その動物の体長は45メートルほどであると計測され、さらに「数え切れないほどのヒレがあり」、船と同じペースを保つのに充分なほどの速度で進んでいた。この動物は30分にわたって目撃されていた。

## 正体
ベルナール・ユーヴェルマンは、このような動物は甲殻に覆われたクジラだろうと論じ、ムカシクジラの化石には皮膚の骨化したウロコのようなものが見られることが知られている、と指摘している。シュナイデルは打ち上げられた鯨類などの死体の肋骨を蜈蚣の足と見たのだろうとし、エジンボロのゼームス・リッチー博士はゴカイ類のある虫としている。